# Asesinatos de Patricia Mann y Jesse McBane
El 12 de febrero de 1971, Patricia Ann Mann, de 20 años, y Jesse Allen McBane, de 18, fueron hallados brutalmente asesinados en los bosques del condado de Orange, en el estado de Carolina del Norte (Estados Unidos). Los asesinatos, conocidos como «los asesinatos del día de San Valentín», siguen sin resolverse hasta la fecha. La policía reabrió la investigación en 2011 y, en los últimos años, ha solicitado a la ciudadanía que aporte cualquier información que pueda ser de utilidad.

## Víctimas
Patricia Ann Mann era la menor de cuatro hermanos. Era una estudiante de enfermería de Sanford que realizaba sus prácticas residenciales en el Watts Hospital de Durham. 
Por su parte, Jesse Allen McBane era un estudiante universitario de la Universidad Estatal de Carolina del Norte y miembro del equipo de atletismo. Procedía de Pittsboro y cursaba su primer año. La clase de McBane lo votó como «el más probable de triunfar». La pareja comenzó a salir en el instituto y acabó comprometiéndose unas semanas antes de los asesinatos.

## Asesinatos
El 12 de febrero de 1971, Mann y McBane salieron de un baile de San Valentín al que habían asistido juntos en el Watts Hospital. Mann, acompañada por McBane, firmó la salida de su residencia y planeaba regresar antes de la hora límite de la una de la madrugada. Sus familias y las compañeras de habitación de Mann acudieron a la policía cuando no regresaron esa noche. El 16 de febrero, un amigo de McBane encontró el coche de su hermano Marty, en el que la pareja se había marchado, en un picadero en Wayside Place. El coche estaba cerrado con llave y parecía que se habían borrado las huellas dactilares. En su interior se encontraron dos abrigos y las medias de Mann dobladas.
El 24 de febrero, un topógrafo del Duke Forest encontró a Mann y McBane muertos, atados a un árbol y cubiertos de hojas y escombros. Se determinó que la causa de la muerte fue asfixia, provocada por las cuerdas, que aún estaban atadas a ambos, y que se habían apretado y soltado repetidamente alrededor del cuello de cada uno. El barro en sus zapatos indicaba que estaban vivos durante la agresión, que se estimó que duró varias horas antes de que la pareja muriera. Los exámenes también revelaron que tenían múltiples puñaladas en el pecho, que fueron post mortem, y que el hígado de Mann se rompió por lo que se determinó fue un puñetazo en el estómago.

## Investigación y legado
El sargento Tim Bowers, del Departamento de Policía de Durham, fue el primero en encargarse de la investigación, poco después de su ascenso. Llegó a solicitar al psicólogo criminalista de Nueva York James Brussel que creara un perfil del asesino. Varias agencias se involucraron en el caso, entre ellas las oficinas del Sheriff de los condados de Orange y de Durham, la Oficina de Investigación del Estado de Carolina del Norte y el Departamento de Vehículos Motorizados de Carolina del Norte. Existe un consenso en que el asesino o los asesinos conocieron a Mann y McBane antes de los hechos, por no hablar de que los ataques fueron planeados y que el asesino estaba familiarizado con el lugar. El caso quedó sin resolver en parte debido a las dificultades y la aprensión entre las investigaciones de los diferentes departamentos y oficinas, así como a las dificultades para reducir el número de sospechosos.
Durante un tiempo después de eso, los lugareños evitaron el bosque donde se encontró a Mann y McBane, impidiendo que sus conocidos entraran en él, como sus hijos cuando querían jugar, por miedo a que también sufrieran daños. Al año siguiente, en 1972, como se daría a conocer más tarde, otra pareja fue atacada por un hombre armado que intentó secuestrarlos en Duke Forest obligándolos a entrar en el maletero de su coche. El hombre se defendió del agresor, que le golpeó violentamente con la pistola, dejándole daños nerviosos permanentes. No obstante, la pareja logró escapar y el hombre armado huyó. El caso fue asignado a un agente de la Oficina Estatal, que proporcionaría el expediente del caso y otras pruebas a investigaciones posteriores, incluido un retrato robot del sospechoso. Luego, en 1995, una llamada anónima confesó los asesinatos a las familias de Mann y McBane. Se rastreó la llamada hasta un lugar situado a unos kilómetros de donde se encontró a la pareja muerta.
En 2011, la prima de Mann, Carolyn Spivey, que para entonces se había casado con el mejor amigo de McBane, David, llamó para preguntar si había alguna novedad. Esto ocurrió más o menos al mismo tiempo que el comandante Tim Horne, de la Oficina del Sheriff del condado de Orange, encontró pruebas desechadas cuando el sheriff Lindy Pendergrass estaba planeando una renovación en la cárcel local. Desde entonces, el caso se ha reabierto, con Horne y la investigadora de la Oficina del Sheriff Dawn Hunter como principales investigadores del caso. Horne aseguró su participación prolongando su jubilación hasta finales de 2018 para dedicar atención y esfuerzo a la investigación.
El departamento intentó utilizar la tecnología del sistema M-VAC, del que solo existen cien máquinas en todo el mundo y cuarenta en el país, para recoger ADN de las cuerdas y otras pruebas. No se recuperaron muestras viables para compararlas con las de los sospechosos. No obstante, los investigadores han recibido llamadas ofreciendo la ayuda de otras agencias y otras tecnologías para la recogida de pruebas, entre ellas las de los Texas Rangers, el Departamento de Seguridad Nacional y las fuerzas del orden de los Países Bajos y Australia.
En 2018, el escritor y cineasta Eryk Pruitt y el periodista Drew Adamack colaboraron para lanzar el pódcast The Long Dance el 30 de junio, que se centra en las vidas de Mann y McBane, así como en las cronologías y las investigaciones en torno a sus asesinatos. Horne se comunicó con Pruitt y Adamack durante el año y medio que duró el desarrollo del podcast, y no solo compartieron la información que les faltaba a ambos, sino que también se centraron en los mismos sospechosos. Pruitt también ha publicado una novela de suspense, Something Bad Wrong, que es una historia ficticia inspirada en los asesinatos de Mann y McBane, así como en las experiencias de Pruitt como consultor de las fuerzas del orden en el caso y colaborador en la investigación.
Recientemente se ha confirmado que un médico que trabajaba en el Watts Hospital en el momento de los asesinatos, cuyo nombre no ha sido revelado, es considerado persona de interés, el único vivo de los tres principales sospechosos. Su abogado habló en su nombre al negarse a proporcionar una muestra de ADN. Aún no se ha detenido a nadie. La policía de la Oficina del Sheriff del Condado de Orange sigue investigando el caso y solicita la ayuda del público.